# Sterphoter limatus
Sterphoter limatus är en insektsart som beskrevs av Rehn, J.A.G. 1946. Sterphoter limatus ingår i släktet Sterphoter och familjen vårtbitare. Inga underarter finns listade i Catalogue of Life.